# العمارات، خرطوم
العمارات (به عربی: العمارات) یک منطقهٔ مسکونی در سودان است که در خارطوم واقع شده‌است.